# Бредешть (Харгіта)
Бредешть, Бредешті (рум. Brădești) — село у повіті Харгіта в Румунії. Адміністративний центр комуни Бредешть.
Село розташоване на відстані 219 км на північ від Бухареста, 35 км на захід від М'єркуря-Чука, 141 км на схід від Клуж-Напоки, 79 км на північ від Брашова.

## Населення
За даними перепису населення 2002 року у селі проживала 941 особа.
Національний склад населення села:
| Національність | Кількість осіб | Відсоток |
| -------------- | -------------- | -------- |
| угорці         | 933            | 99,1%    |
| румуни         | 8              | 0,9%     |

Рідною мовою назвали:
| Мова      | Кількість осіб | Відсоток |
| --------- | -------------- | -------- |
| угорська  | 933            | 99,1%    |
| румунська | 8              | 0,9%     |